# Heliamphora arenicola
Heliamphora arenicola este o specie de plante carnivore din genul Heliamphora, familia Sarraceniaceae, ordinul Ericales, descrisă de Wistuba, A.Fleischm., Nerz și Amp; S.Mcpherson. Conform Catalogue of Life specia Heliamphora arenicola nu are subspecii cunoscute.